# Лукашева Юліанна Ігорівна
Юліанна Лукашева (нар. 19 лютого 1990, Москва, Росія) — російська співачка та телеведуча, колишня солістка російської жіночої групи «Блестящие» (2008—2009).

## Біографія
Вступила до інституту МГІ (закінчила 11 класів). У червні 2008 року Юліанна Лукашева офіційно стала новим солістом групи Блискучі, замінивши вибувшу молодшу сестру Жанни Фріске - Наталю Фріске. Група постала перед публікою в новому складі: Надія Ручка, Анастасія Осипова, Ганна Дубовицька та Юліанна Лукашова. Новий склад був представлений на музичній премії телеканалу МУЗ-ТВ 2008. Дебютом Юліанни в групі став новий кліп «Однокласники». В кінці 2008 року група зняла новий кліп «Знаєш, милий». Також було записано альбом «Однокласники».
У листопаді 2009 року несподівано покинула групу Блестящие за власним бажанням.
У вересні 2010 року стала ведучою на музичному телеканалі RU.TV.

## Дискографія

### Сольна кар'єра
- 2013 — «Все в моих руках»

### Сингли
- 2010 - Она
- 2010 - Москва
- 2010 - No Excuse
- 2011 - Где-то
- 2011 - Визави
- 2011 - Любовь как война
- 2012 - Жажда
- 2014 - Вентилятор
- 2014 - Высочество
- 2020 - #Девочкадрама

### В складі гурту «Блестящие»
- 2008 — «Однокласники»
- 2016 — «Best 20»

## Відеографія
- 2008 - «Одноклассники»
- 2008 - «Знаєш, милий»